# Ubar

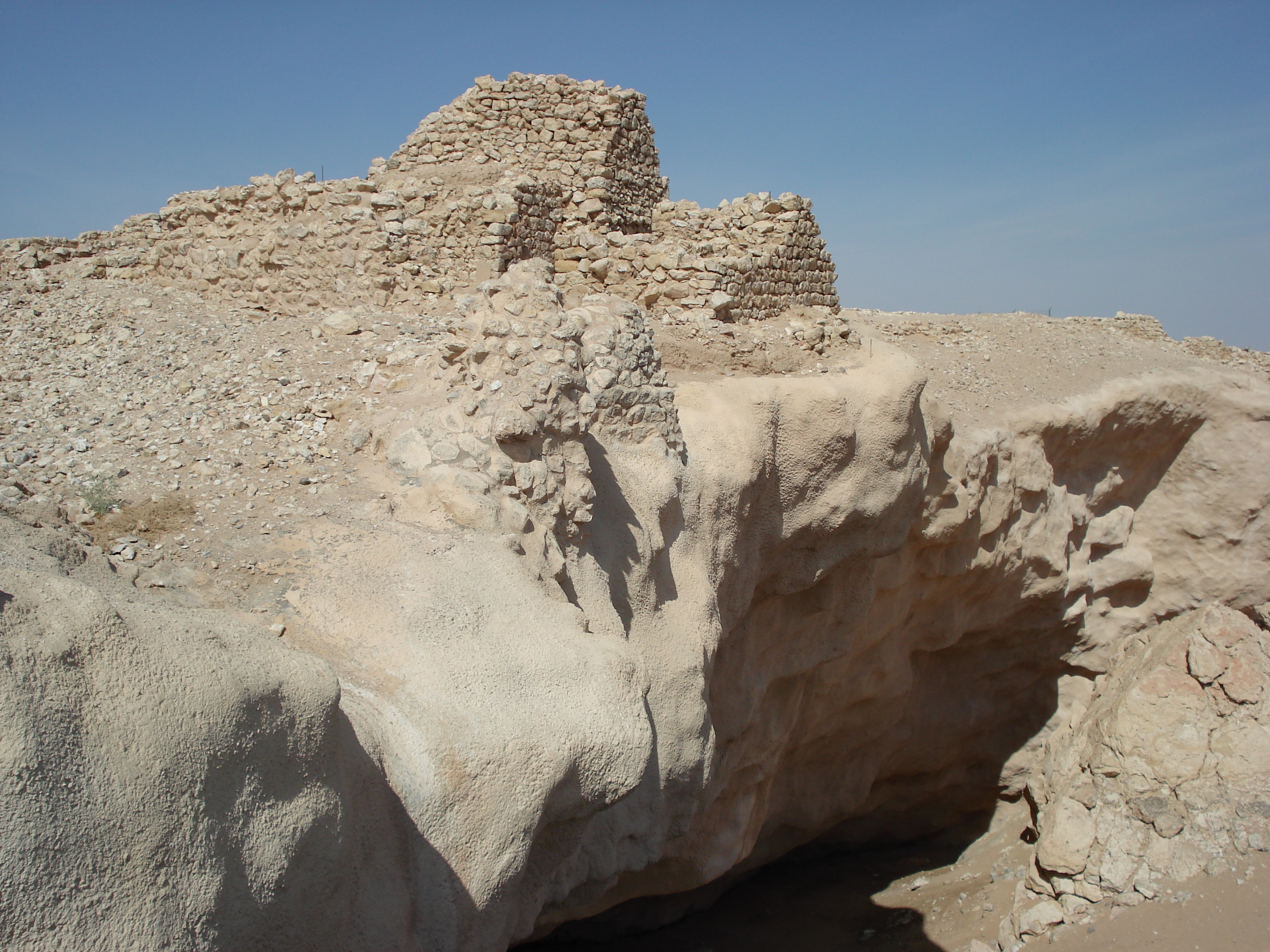
Ruiner i Ubar.

Ubar, "den försvunna staden", omtalas i gamla dokument och arabiska folksagor som ett handelscentrum i Rub al-Khali-öknen.
Staden uppskattas ha funnits 3000 f.Kr. och försvann under första århundradet e.Kr. Enligt legender blev den sagolikt rik genom kusthandeln med Mellanösterns folkrika centrum samt även med Europa. Staden försvann och nämndes inte i modern historia, och ansågs vara endast ett påfund i sagor.
Ubar kan vara samma stad som Iram (även Irem; arabiska: إرَم ذاتالعماد), "pelarstaden", en försvunnen stad som sägs ha legat i Rub al-Khali-öknen. Koranen (Sura 89) berättar att Iram byggdes av Ad-stammen som bebodde ökenområdet mellan Oman och Hadramawt , men förstördes av Allah på grund av invånarnas synder.
I modern skönlitteratur åsyftar skräckförfattaren H. P. Lovecraft i sina berättelser att Iram låg nära "den namnlösa staden".